# F.C. Crotone
Câu lạc bộ bóng đá Crotone S.r.l, thường được gọi là Crotone, là một câu lạc bộ bóng đá Ý có trụ sở tại Crotone, Calabria. Được thành lập vào năm 1910, tổ chức trận đấu sân nhà tại Stadio Ezio Scida, có sức chứa 16.547 chỗ ngồi. Câu lạc bộ hiện đang thi đấu tại Serie C.

## Lịch sử
Đội đầu tiên từ Crotone, Milone Crotone, được thành lập vào năm 1910 và tham gia vào một số giải đấu nhỏ bao gồm Prima Divisione (sau này được gọi là Serie C). Sau Thế chiến II, một câu lạc bộ mới, Unione Sportiva Crotone đã thay thế câu lạc bộ trước đó, chơi bảy mùa ở Serie C.
Năm 1963, câu lạc bộ đã xuống hạng Serie D, nhưng trở lại giải hạng ba vào năm sau, ở lại đó trong mười bốn mùa liên tiếp, mất thăng hạng vào năm 1977 khi kết thúc ở vị trí thứ ba sau Bari và Paganese. Năm 1978, sau khi tái tổ chức giải bóng đá Ý, Crotone bị xuống hạng ở Serie C2 và năm sau đó bị tuyên bố phá sản. Một câu lạc bộ mới, Associazione Sportiva Crotone, bắt đầu cạnh tranh một lần nữa trong Prima Cargetoria (giải hạng tám).
Crotone được thăng hạng lên Serie C2 vào năm 1984, nhưng chỉ trong một mùa. Tên đội được đổi thành Kroton Calcio, và câu lạc bộ được thăng hạng trở lại Serie C2 sau mùa giải 1986-87, nơi đội bóng thi đấu cho đến năm 1991. Một vụ phá sản thứ hai đã dẫn đến việc thành lập Câu lạc bộ bóng đá Crotone Calcio với Raffaele Vrenna làm chủ tịch, bắt đầu từ Promozione (hạng 7). Crotone đã đạt được các suất thăng hạng liên tiếp lên Serie C2 và C1, lần lượt giành chiến thắng trong trận play-off trước Locri và Benevento.
Dưới thời Antonello Cuccureddu, Crotone lần đầu tiên thăng hạng Serie B vào năm 2000, trở lại cấp độ thứ hai hai mùa sau đó. Một lần nữa trong giải hạng 2 hai năm 2004, sau khi loại bỏ Viterbese trong trận play-off thăng hạng, câu lạc bộ vẫn thi đấu ở đó cho đến mùa giải 2006*07.
Sau khi bị Taranto đánh bại trong trận play-off năm 2008, Crotone trở lại giải hạng hai mùa sau, sau khi đánh bại Benevento.
Đội được thăng hạng lên giải hàng đầu của Ý (Serie A), cho mùa giải 2016-17 lần đầu tiên trong lịch sử. Đội kết thúc vào ngày 17, giành được một vị trí trong mùa giải Serie A tiếp theo, bằng cách đánh bại Lazio 3-1 vào trận đấu cuối cùng, vượt qua Empoli khi họ thua trận đấu với Palermo. Mùa giải tiếp theo Crotone đã xuống hạng sau trận thua của họ trước Napoli trong trận đấu cuối cùng của chiến dịch Serie A, trở lại Serie B sau hai mùa giải.

## Màu sắc và huy hiệu
Màu sắc của đội là xanh đậm và đỏ.

## Cầu thủ

### Đội hình hiện tại
Tính đến 31 tháng 1 năm 2023
Ghi chú: Quốc kỳ chỉ đội tuyển quốc gia được xác định rõ trong điều lệ tư cách FIFA. Các cầu thủ có thể giữ hơn một quốc tịch ngoài FIFA.
| Số | VT | Quốc gia | Cầu thủ            |
| -- | -- | -------- | ------------------ |
| 1  | TM | Ý        | Andrea Dini        |
| 2  | HV | Pháp     | Maxime Giron       |
| 3  | HV | Ý        | Giuseppe Cuomo     |
| 5  | HV | Serbia   | Vladimir Golemić   |
| 6  | HV | Ý        | Davide Bove        |
| 7  | TĐ | Ý        | Eugenio D'Ursi     |
| 9  | TĐ | Ý        | Guido Gómez        |
| 10 | TV | Ý        | Jacopo Petriccione |
| 11 | TĐ | Ý        | Iacopo Cernigoi    |
| 12 | TM | Ý        | Francesco Gattuso  |
| 13 | TV | Ý        | Mattia Vitale      |
| 14 | HV | România  | Vasile Mogoș       |
| 15 | HV | Ý        | Federico Papini    |

| Số | VT | Quốc gia     | Cầu thủ                                    |
| -- | -- | ------------ | ------------------------------------------ |
| 18 | HV | Pháp         | Guillaume Gigliotti                        |
| 19 | TV | Ý            | Alessio Tribuzzi                           |
| 21 | TV | Ý            | Marco Carraro (cho mượn từ Atalanta)       |
| 22 | TM | Ý            | Paolo Branduani                            |
| 23 | HV | Ý            | Carlo Crialese (cho mượn từ Pro Vercelli)  |
| 24 | TĐ | Sierra Leone | Augustus Kargbo                            |
| 26 | HV | Ý            | Luca Calapai                               |
| 27 | TV | Ý            | Andrea D'Errico (cho mượn từ Bari)         |
| 32 | TĐ | Ý            | Cosimo Chiricò                             |
| 36 | HV | Ý            | Riccardo Spaltro                           |
| 77 | TĐ | Ý            | Orazio Pannitteri                          |
| 86 | TV | Nigeria      | Theophilus Awua (cho mượn từ Pro Vercelli) |

#### Cho mượn
Ghi chú: Quốc kỳ chỉ đội tuyển quốc gia được xác định rõ trong điều lệ tư cách FIFA. Các cầu thủ có thể giữ hơn một quốc tịch ngoài FIFA.
| Số | VT | Quốc gia | Cầu thủ                                                           |
| -- | -- | -------- | ----------------------------------------------------------------- |
| —  | TM | Ý        | Francesco D'Alterio (tại Sangiuliano until 30 June 2023)          |
| —  | TM | Ý        | Gian Marco Crespi (tại Juventus Next Gen tới 30 tháng 6 năm 2023) |
| —  | HV | Ý        | Giovanni D'Aprile (tại U-19 Roma tới 30 tháng 6 năm 2023)         |
| —  | HV | Ý        | Davide Mondonico (tại Ancona tới 30 tháng 6 năm 2023)             |
| —  | HV | Ý        | Manuel Nicoletti (tại Reggiana tới 30 tháng 6 năm 2023)           |
| —  | HV | Ý        | Cosimo Spezzano (tại Ravenna tới 30 tháng 6 năm 2023)             |
| —  | HV | Litva    | Artemijus Tutyškinas (tại ŁKS Łódź tới 30 tháng 6 năm 2023)       |
| —  | TV | Ý        | Pasquale Giannotti (tại Monopoli tới 30 tháng 6 năm 2023)         |
| —  | TV | Chile    | Luis Rojas (tại Pro Vercelli tới 30 tháng 6 năm 2023)             |

| Số | VT | Quốc gia | Cầu thủ                                                      |
| -- | -- | -------- | ------------------------------------------------------------ |
| —  | TV | Ý        | Thomas Schirò (tại Turris tới 30 tháng 6 năm 2023)           |
| —  | TV | Ý        | Marco Spina (tại Gubbio tới 30 tháng 6 năm 2023)             |
| —  | TV | Ý        | Mattia Timmoneri (tại Paternò tới 30 tháng 6 năm 2023)       |
| —  | TĐ | Ý        | Gabriele Bernardotto (tại Carrarese tới 30 tháng 6 năm 2023) |
| —  | TĐ | Ý        | Giovanni Bruzzaniti (tại Lucchese tới 30 tháng 6 năm 2023)   |
| —  | TĐ | Ý        | Luca Gozzo (tại Frosinone U19 tới 30 tháng 6 năm 2023)       |
| —  | TĐ | Ý        | Giuseppe Panico (tại Lucchese tới 30 tháng 6 năm 2023)       |
| —  | TĐ | Ý        | Marco Tumminello (tại Gelbison tới 30 tháng 6 năm 2023)      |